# Barnhill (Ohio)
Barnhill es una villa ubicada en el condado de Tuscarawas en el estado estadounidense de Ohio. En el Censo de 2010 tenía una población de 396 habitantes y una densidad poblacional de 422,37 personas por km².

## Geografía
Barnhill se encuentra ubicada en las coordenadas 40°26′59″N 81°22′5″O / 40.44972, -81.36806. Según la Oficina del Censo de los Estados Unidos, Barnhill tiene una superficie total de 0.94 km², de la cual 0.94 km² corresponden a tierra firme y (0%) 0 km² es agua.

## Demografía
Según el censo de 2010, había 396 personas residiendo en Barnhill. La densidad de población era de 422,37 hab./km². De los 396 habitantes, Barnhill estaba compuesto por el 98.23% blancos, el 0.76% eran afroamericanos, el 0.51% eran amerindios, el 0% eran asiáticos, el 0% eran isleños del Pacífico, el 0% eran de otras razas y el 0.51% pertenecían a dos o más razas. Del total de la población el 1.52% eran hispanos o latinos de cualquier raza.